# Anyphaena scopulata
Anyphaena scopulata är en spindelart som beskrevs av F. O. Pickard-Cambridge 1900. Anyphaena scopulata ingår i släktet Anyphaena och familjen spökspindlar.
Artens utbredningsområde är Guatemala. Inga underarter finns listade i Catalogue of Life.